# Grand Theft Auto VI
Grand Theft Auto VI (afgekort als GTA VI of GTA 6) is een action-adventure computerspel in ontwikkeling bij Rockstar Games. Het spel wordt op 26 mei 2026 uitgebracht voor PlayStation 5 en de Xbox Series. Het spel zal als onderdeel van de Grand Theft Auto-serie de opvolger worden van Grand Theft Auto V.

## Aankondiging
Na jaren van geruchten en speculaties bevestigde Rockstar Games begin februari 2022 bezig te zijn met de ontwikkeling van een nieuw deel in de GTA-serie.
Begin november 2023 werd de eerste aankondiging van de eerste trailer gedaan. Op dinsdag 5 december om 0.10 uur (MET) werd GTA VI officieel aangekondigd met de eerste trailer. Oorspronkelijk stond deze trailer gepland om 15.00 uur, maar werd eerder online gezet, omdat daarvoor een versie van lage kwaliteit gelekt was. De trailer werd in een dag tijd ruim negentig miljoen keer bekeken. Volgens het Guinness Book of Records werd daarmee een wereldrecord gebroken; de video werd de best bekeken trailer in 24 uur op YouTube ooit.
Op 29 februari 2024 werd bekend dat Rockstar Games haar personeel volledige werkweken fysiek op kantoor zou gaan verwachten, met ingang van april 2024. De redenen omvatten onder andere de eindfase van de ontwikkeling van het spel.
Op 2 mei 2025 maakte Rockstar Games bekend dat het spel vanaf 26 mei 2026 beschikbaar zal zijn voor PlayStation 5 en de Xbox Series. Deze datum betekent een verschuiving ten opzichte van de eerder verwachte releaseperiode in de herfst van 2025. Rockstar liet weten extra tijd nodig te hebben om het spel verder te verfijnen en te zorgen dat het voldoet aan de hoge kwaliteitsstandaarden die spelers van de Grand Theft Auto-serie gewend zijn. De tweede trailer werd op dinsdag 6 mei 2025 onverwachts gepubliceerd op YouTube samen met 70 screenshots op de officiële Rockstar Games website.

## Omgeving
Het spel heeft een openwereldconcept en vindt plaats in een op de Amerikaanse staat Florida gebaseerde staat. Deze staat heet in het spel 'Leonida'. Vice City keert terug uit eerdere spellen uit de serie. Deze stad, gebaseerd op Miami zal waarschijnlijk de grootste stad in het spel zijn. Verder zullen de Florida Keys en de Everglades in het spel te vinden zijn samen met andere locaties die gebaseerd zijn op plaatsen in Florida. Het volledige speelgebied is nog niet officieel onthuld.
De twee trailers tonen de omgeving als divers, vol met dieren.

## Personages
Het spel kent twee protagonisten, Jason Duval en Lucia Caminos. Jason Duval is een crimineel die banden heeft met drugshandelaren. Lucia Caminos is een crimineel en gevangene in de staatsgevangenis in Leonida. In trailer 1 en 2 is te zien hoe Jason en Lucia als een soort Bonnie en Clyde verschillende plekken in de staat beroven. 
In de tweede trailer leren we meer over Brian Heder, die Jason de kans geeft om te verblijven in één van zijn huizen op voorwaarde dat hij Brian helpt met lokale illegale zaken.